# Degen
Degen foi uma comuna da Suíça, no Cantão Grisões, com cerca de 271 habitantes. Estendia-se por uma área de 6,74 km², de densidade populacional de 40 hab/km². Confinava com as seguintes comunas: Obersaxen, Suraua, Vella, Vignogn.
A língua oficial nesta comuna era o Romanche.

## História
Em 1 de janeiro de 2013, passou a formar parte da nova comuna de Lumnezia.